# Hallenfußball

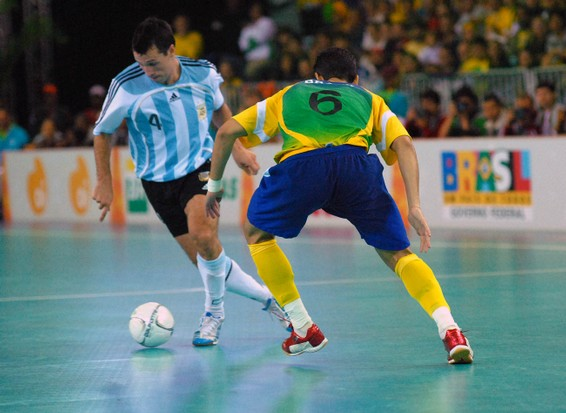
Futsalspiel zwischen der argentinischen und brasilianischen Futsalnationalmannschaft

Hallenfußball ist ein Sammelbegriff für die in Sporthallen praktizierten Hallenvarianten des Fußballs. Wesentliche Unterschiede zum Feldfußball sind kleinere Spielfelder, eine geringere Spieleranzahl und angepasste Regelwerke.
Seit 1989 ist Hallenfußball von der FIFA anerkannt und wird nach den Futsal-Regeln gespielt. In Deutschland wurde entgegen der offiziellen Futsal-Regeln lange mit Bande gespielt und erst seit dem Jahr 2006 wird vom DFB ein offizieller Wettbewerb ausgetragen. Seit der Saison 2015/16 ist Futsal für alle Seniorenturniere im DFB verpflichtend, seit der vorherigen Saison war es das bereits für Junioren Turniere. Global, aber vor allem im spanisch- und portugiesischsprachigen Raum ist Futsal schon lange ein beliebter Breiten- und Publikumssport.

## Traditioneller Hallenfußball im deutschsprachigen Raum

### Entwicklung in Deutschland
Parallel zur Entwicklung des Futsal in Südamerika ab den 1930er Jahren entwickelte sich ab den 1950er Jahren der Hallenfußball mit Bande im deutschsprachigen Raum. So veranstaltet seit 1956 der 1. FC Pforzheim, 2010 aufgegangen im 1. CfR Pforzheim, ein Hallenfußballturnier. Später entdeckten die Vereine der ersten und 2. Bundesliga den Hallenfußball als Möglichkeit, die Winterpause zu überbrücken. Das erste Hallenturnier auf deutschem Boden mit Profimannschaften fand am 9. Dezember 1970 in Wuppertal-Heckinghausen statt. Neben dem Gastgeber Wuppertaler SV traten die Bundesligisten Borussia Mönchengladbach, Rot-Weiß Oberhausen und Borussia Dortmund an. Es siegte der Gastgeber WSV.
Als in den 1980er Jahren der Hallenfußball boomte und im Fernsehen immer öfter zu sehen war, entschloss sich der DFB, einen eigenen Wettbewerb auszutragen, das Hallenmasters. So fanden in den Winterpausen der 1990er Jahre fast den gesamten Januar hindurch etwa 8 bis 15 Turniere statt, an denen auf freiwilliger Basis Clubs der 1. und 2. Bundesliga sowie Amateurmannschaften und ausländische Vereine teilnahmen. Von Emden bis Leipzig und von Kiel bis Friedrichshafen fanden eintägige Turniere statt, nahezu regelmäßig an den Spielorten Schwerin, Kiel, Oldenburg, Leipzig, Hannover, Düsseldorf, Krefeld und Karlsruhe. Besonderen Zuschauerzuspruch fanden jedoch die jährlich ausgetragenen mehrtägigen Turniere von Berlin, Frankfurt, Stuttgart, Dortmund, München und Bremen. Diese Turniere wiesen meist die höchste Wertigkeit auf, die von den teilnehmenden Vereinen abhing. Die Vereine mit den meisten Wertungspunkten nahmen Ende Januar am eigentlichen Hallenmasters teil, das wechselweise in München und Dortmund ausgetragen wurde.
Im Jahre 1998 wurde dieses System reformiert und der DFB-Hallenpokal geschaffen: Jeder Erst- und Zweitligist wurde – teilweise relativ willkürlich – einem von fünf Turnierorten zugeteilt und spielte nur dieses eine Turnier. Zu diesem Teilnehmerfeld kamen ausgewählte Amateurmannschaften; ausländische Teams waren nicht mehr zugelassen. Die finanziellen Anreize wurden deutlich erhöht. Der Nachteil zeigte sich schnell: Statt „Budenzauber“ dominierte oft langweiliges Taktieren das Bild der Turniere, viele Erstligisten spulten lustlos ihr „verordnetes“ Turnier herunter. Als Turnierorte dieser Zeit sind Frankfurt, Stuttgart, Hannover, Bremen, Oberhausen, Dortmund, Leipzig, Riesa und München zu nennen, die fünf Turniere waren gleichmäßig über Deutschland verteilt. An die Qualifikationsturniere schloss sich – wie zuvor – ein in Dortmund oder München ausgetragenes Masters mit zwölf Mannschaften an.
2001 wurde letztmals eine offizielle Hallenrunde ausgetragen. In den Jahren danach spielten noch recht viele Erst- und Zweitligisten bei privat organisierten Hallenturnieren mit. Es etablierten sich insbesondere in Riesa, Oldenburg, Mannheim, Nürnberg, Bamberg oder Frankfurt überregionale eintägige Turniere. Die „ganz großen Namen“ im deutschen Fußball, sowohl auf die Vereine als auch auf die Spieler bezogen, waren in den Turnieren dieser Jahre nicht vertreten. Der sportliche Wert blieb daher sehr begrenzt. Häufig werden Terminprobleme und das Verletzungsrisiko als Gründe angegeben. Ein zwischenzeitlicher Versuch, Hallenturniere auf Naturrasen auszutragen (die Deutschland-Premiere erfolgte am 5. Januar 2008 in Halle/Westfalen), setzte sich nicht dauerhaft durch. Es blieb bei zwei Turnieren in Halle/Westfalen und bei einem Turnier in Dortmund 2009, bei dem zahlreiche Nationalspieler für Borussia Dortmund, Bayer Leverkusen und Borussia Mönchengladbach antraten.
Ab dem folgenden Jahr 2010 wurde die Winterpause deutlich verkürzt, was die Zahl der Turniere und der teilnehmenden Vereine drastisch reduzierte. Der Versuch, neue Turniere zu etablieren, gelang jeweils nur kurzzeitig. Fanausschreitungen brachten – wie in Essen 2013, Bielefeld 2014 und Frankfurt 2015 – manches Turnier an den Rand des Abbruchs. In Hamburg-Alsterdorf wird deswegen seit 2013 kein Turnier mehr ausgetragen. Dass die letzten Bundesligavereine, die überhaupt noch Hallenturniere spielten, selbst in ihren Heimatstädten oft nur mit Reserve- oder Jugendspielern antraten, sorgte regelmäßig für Verdruss. Erstmals seit Jahrzehnten bestritt im Jahr 2016 kein einziger Erstligist ein Hallenturnier, gleiches gilt für das Jahr 2018. Viele Zweit- und Drittligisten sahen und sehen andererseits bis heute die Turniere als finanzielle Einnahmequellen oder als Finanzierungsmöglichkeit ihrer Trainingslager an. So fand 2018 immerhin ein überregionales Turnier in Gummersbach mit vier Profiteams statt.
Deutlich an Bedeutung gewonnen haben – nach zuvor einzelnen Austragungen – ab dem Jahr 2010 Hallenturniere mit sogenannten „Traditions-“ oder „All-Star-Mannschaften“, in denen viele „große“ nationale und internationale Vereine, zahlreiche ehemalige Bundesligaakteure und gelegentlich sogar ehemalige Nationalspieler zu finden sind. Spielorte wie Lingen, Krefeld, zunächst Dortmund, Oldenburg und insbesondere Berlin als Endpunkt einer kleinen „Mastersserie“ konnten sich neben alteingesessenen Standorten wie Mülheim an der Ruhr oder Minden dauerhaft mit Turnieren etablieren. Dabei wurden viele Turniere mit Profimannschaften nun in solche mit Traditionsmannschaften umgewandelt. Namen wie Miroslav Klose, Tim Wiese, Thomas Häßler oder Michael Ballack verdeutlichen die zunehmende Relevanz dieser Turniere, losgelöst von Vorbereitungszwängen in der regulären Winterpause.
In vielen Städten Nordrhein-Westfalens werden Stadtmeisterschaften in der Halle ausgetragen, in Schleswig-Holstein (das SHFV-Hallenmasters) und einigen ostdeutschen Bundesländern finden Turniere um den Sieg auf Bundesländerebene statt. Seit 1992 spielen fast alle Fußballvereine im Saarland in über 45 Qualifikationsturnieren acht Teilnehmer für ein Anfang Februar wechselseitig in Homburg/Saar und Völklingen – 2014 erstmals in der Saarlandhalle in Saarbrücken und ab 2017 dauerhaft dort – stattfindendes Hallenmasters aus. Dieses System – das auch Vereine aus Rheinland-Pfalz, Frankreich und Luxemburg anzieht – entspricht dem des DFB-Hallenmasters bis 1998. 2016 wurden dort erstmals Futsalelemente in die Hallenregeln integriert, typische Elemente wie die umlaufende Bande oder die Größe der Tore jedoch bewusst beibehalten.
Im Jugend- und Amateurbereich wird in Deutschland, teils aber auch im angrenzenden Ausland, eine Vielzahl von Turnieren ausgetragen, oft auf lokaler oder regionaler Ebene, im Jugendbereich teils aber auch mit prominenten internationalen Vereinsmannschaften. So findet beispielsweise in Ostdeutschland bereits seit 1966 im D-Jugend-Bereich das sogenannte Knabenturnier statt, zunächst in Neustrelitz, später in Neubrandenburg. Mit Hilfe lokaler Sponsoren gelingt es oftmals auch kleineren Vereinen abseits des Profifußballs, dass die Nachwuchsmannschaften von Spitzenvereinen aus dem europäischen Ausland im Winter in kleineren Städten wie Traunreut, Lörrach oder Friedrichshafen gegeneinander antreten.

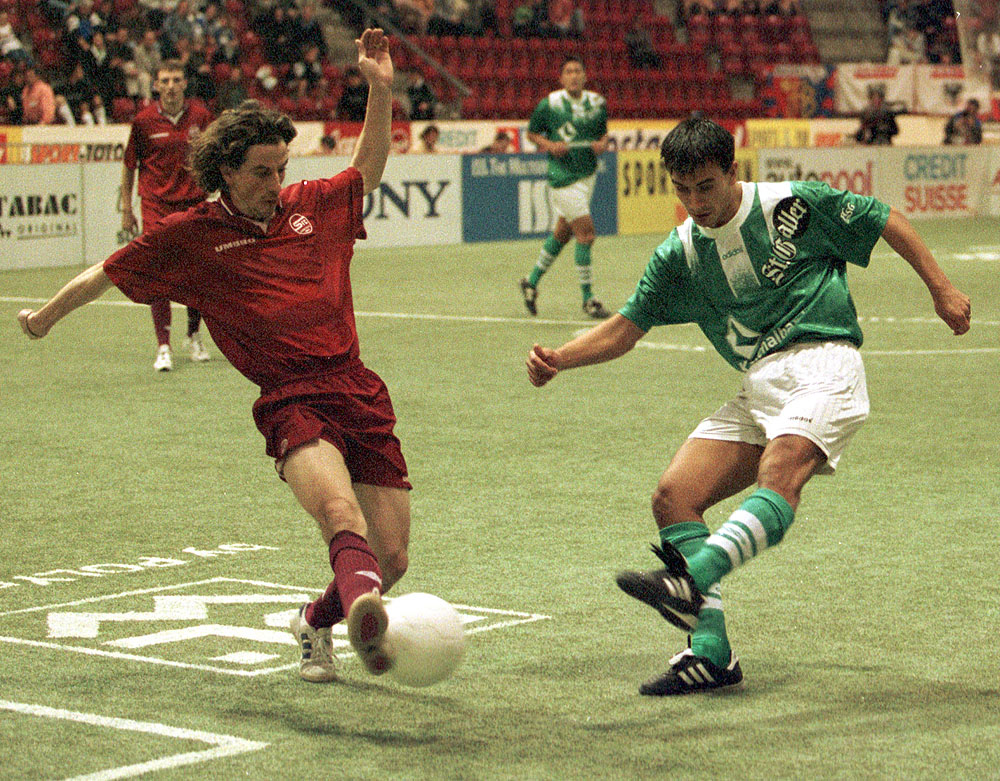
Servette gegen St. Gallen beim Hallenmasters-Finale 1998 in Basel

### Entwicklung in Österreich und der Schweiz
In Österreich gab es von 1959 bis 2009 das traditionelle Wiener Stadthallen-Turnier. Josef Argauer gilt als der geistige Vater dieses Turniers sowie als Erfinder des Hallenfußballs allgemein. Das Turnier fand bis ins Jahr 2005 jährlich statt. 2006 wurde auf Wunsch der großen Vereine SK Rapid Wien und FK Austria Wien pausiert. 2007 kam es nochmals zu einer Fortsetzung des Turniers, bevor es 2009 endgültig seinen Schwanengesang erlebte. Rekordsieger ist FK Austria Wien, dahinter folgen SK Rapid Wien, der Wiener Sport-Club, First Vienna Football Club und der FavAC. 1971 gab der FC Bayern München mit all seinen Stars einen Gastauftritt, welcher mit dem Turniersieg endete.
Neben dem Turnier in Wien gibt es auch ein weiteres traditionelles, jährlich stattfindendes Turnier in Graz. SK Sturm Graz halten dort den Rekord in Turniersiegen, vor dem Lokalrivalen Grazer AK.
In der Schweiz wurde von 1997 bis 1999 eine Schweizer Meisterschaft im Hallenfußball durchgeführt. In insgesamt drei Turnieren in St. Gallen, Zürich und Lausanne, an denen sämtliche Mannschaften der Nationalliga A teilnahmen, qualifizierten sich die besten acht Teams für das Finalturnier des Hallenmasters in Basel. Den Meistertitel gewann 1997 FC Lausanne-Sport, 1998 der FC St. Gallen und 1999 wiederum Lausanne-Sports. Von 2006 bis 2016 existierte in Winterthur mit den Hallenmasters ein jährlich in der Eishalle Deutweg stattfindendes Profi-Hallenfußballturnier.

## Futsal
Futsal ist eine weltweit, vor allem im spanisch- und portugiesischsprachigen Raum, verbreitete Hallensportart und gilt seit 1989 als offizielle, internationale Hallenfußballvariante der FIFA. Der Begriff Futsal ist eine Abkürzung der portugiesischen und spanischen Ausdrücke für Hallenfußball (futebol de salão bzw. fútbol sala). Futsal wird im 5 gegen 5 auf einem handballähnlichen Spielfeld ohne Bande und einem sprungreduzierten Ball gespielt. Das Spiel wird nach den internationalen FIFA-Futsal-Spielregeln ausgetragen.
Futsal wird durch den Weltfußballverband FIFA und seine Mitgliedsverbände organisiert. Eine der bekanntesten Futsal-Ligen der Welt ist die spanische División de Honor mit 16 professionellen Futsalmannschaften. Auf Klubebene nehmen die besten Futsal-Mannschaften Europas an der UEFA Futsal Champions League teil, die Nationalmannschaften messen sich unter anderem bei der FIFA-Futsal-Weltmeisterschaft, der UEFA Futsal EURO, der UEFA Women’s Futsal EURO und der UEFA U19 Futsal EURO. Zu den bekanntesten europäischen Sportvereinen, die eine Futsalabteilung führen, zählen Benfica Lissabon, FC Barcelona als auch Sporting Lissabon. Auch in Deutschland sind Futsalabteilungen in bekannten Sportvereinen verankert, wie Fortuna Düsseldorf, FC St. Pauli, FC Carl Zeiss Jena, Hamburger SV, Hannover 96, Karlsruher SC, SSV Jahn Regensburg, SV Darmstadt 98 und TSV 1860 München. Die besten deutschen Futsalmannschaften spielen seit der Saison 2021/2022 in der vom DFB organisierten Futsal-Bundesliga.
Viele brasilianische, argentinische und südeuropäische Fußballstars wie z. B. Pelé, Ronaldo, Cristiano Ronaldo, Messi, Xavi und Ronaldinho haben ihre Karriere mit Futsal begonnen.

### Entwicklung in Deutschland
In Deutschland ist Futsal eine seit 2003 wachsende Hallensportart. Eine der ersten Futsalveranstaltungen in Deutschland war der Futcon-Springtime-Cup, der dreimal von 2003 bis 2005 ausgetragen wurde. Einmal konnte der UFC Münster gewinnen, zweimal schaffte das der 1. MSC Strandkaiser Krefeld. Im April 2006 fand zum ersten Mal der DFB-Futsal-Cup statt. Erster Sieger des DFB-Futsal-Cups wurde der UFC Münster. Zur Saison 2014/15 erfolgte die Umbenennung des Wettbewerbs in Deutsche Futsal-Meisterschaft. 2019 wurde auf dem 43. Ordentlichen DFB-Bundestag einstimmig die Einführung der Futsal-Bundesliga beschlossen. Rekordmeister der deutschen Futsal-Meisterschaft sind die Hamburg Panthers (seit 2017 eine Abteilung des Hamburger SV) mit vier Titeln. Jeweils zweimal erfolgreich war der UFC Münster, TSV Weilimdorf, VfL 05 Hohenstein-Ernstthal und SD Croatia Berlin.
Futsal ist seit 2013 Teil des Masterplan Amateurfußball des DFB, der beim 2. Amateurfußball-Kongress 2012 als gemeinsamer und verbindlicher Maßnahmenkatalog zwischen dem DFB und den Landesverbänden vorgestellt wurde. Der Masterplan sieht unter anderem die bundesweite Verankerung des Futsal vor. Nachdem die FIFA-Futsal-Regeln in der Hallensaison 2014/2015 bereits für die von den Landes- und Regionalverbänden ausgetragenen Hallenturniere und -ligen im Juniorenbereich zum Einsatz gekommen waren, wurde zur Saison 2015/2016 auch im Seniorenbereich umgestellt. Ausgenommen von dieser Regelung sind Turniere, die von Vereinen oder Personen privat organisiert werden. In der Futsal-Ordnung des DFB heißt es in der Präambel dazu: „Auf seinem Bundestag 2013 hat der DFB beschlossen, dass alle Verbandswettbewerbe in der Halle von der Kreis- bis zur DFB-Ebene nach den offiziellen Futsal-Regeln der FIFA gespielt werden. Dadurch soll der Futsal nachdrücklich gefördert und als fester Bestandteil des Wettspielangebots der Verbände verankert werden.“

## Indoor Soccer in Nordamerika

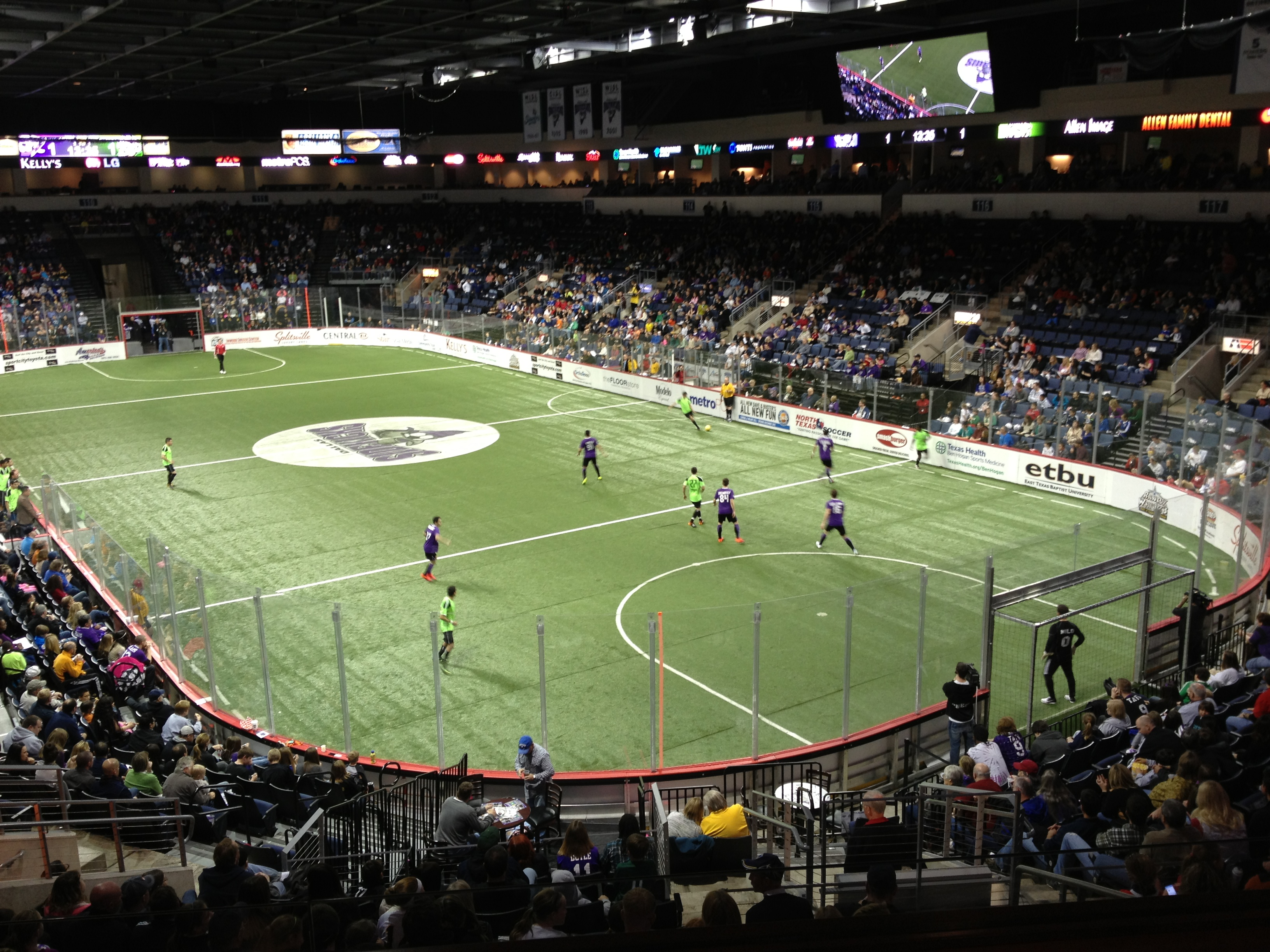
Indoor Soccer in den USA

In den Vereinigten Staaten und Kanada, aber auch in Mexiko, entwickelte sich ab den 1970er Jahren eine weitere Art des Hallenfußballs: Indoor Soccer. Bedeutende Ligen dieser Zeit waren die American Indoor Soccer League, die Canadian Major Indoor Soccer League, die Major Soccer League, die Major Indoor Soccer League, die National Professional Soccer League sowie die North American Soccer League. Heute ist die Major Arena Soccer League die einzige, professionelle Indoor Soccer Liga der Welt, mit Mannschaften aus den USA und Mexiko.
Das Spielfeld ist meist rechteckig und hat abgestumpfte Ecken, der Bodenbelag ist oftmals Kunstrasen, im Collegesport wird jedoch auch auf Basketballböden gespielt. Das Spielfeld ist von einer 1,80 m hohen Bande umgeben, in welche an beiden Enden Tore eingelassen sind. Wird der Ball über die Bande gespielt, erhält die gegnerische Mannschaft einen Freistoß. Das übliche Spielfeld hat eine Länge von 60 und eine Breite von 25 Metern, was den Maßen einer nordamerikanischen Eishockeyfläche entspricht. Gespielt werden zumeist vier Mal 15 Minuten. Zwischen dem ersten und zweiten sowie dem dritten und vierten Viertel gibt es jeweils eine dreiminütige Pause, zur Halbzeit wird die Partie für eine Viertelstunde unterbrochen. Steht es nach 60 Minuten Unentschieden, wird eine Verlängerung mit Golden-Goal-Regel gespielt. Die Mannschaften setzen sich aus fünf Feldspielern und einem Torwart sowie einer bestimmten Anzahl von Auswechselspielern zusammen. Die meisten Ligen spielen ohne Abseitsregel.
Je nach Liga gab es zudem variierende Regeln, die oftmals aus anderen Sportarten, beispielsweise dem Eishockey, übernommen wurden. So wurde oftmals fließend gewechselt. Auch die Punktevergabe bei Treffern weichte von einer Liga zur anderen ab. So verteilte beispielsweise die National Professional Soccer League ab 1989 abhängig von der Entfernung, aus der ein Treffer erzielt wurde, ein, zwei oder drei Punkte pro Treffer.

## Spielregeln
Im Hallenfußball gelten ähnliche Regeln wie im Fußball auf dem Feld. Manche Regeln sind allerdings angepasst.

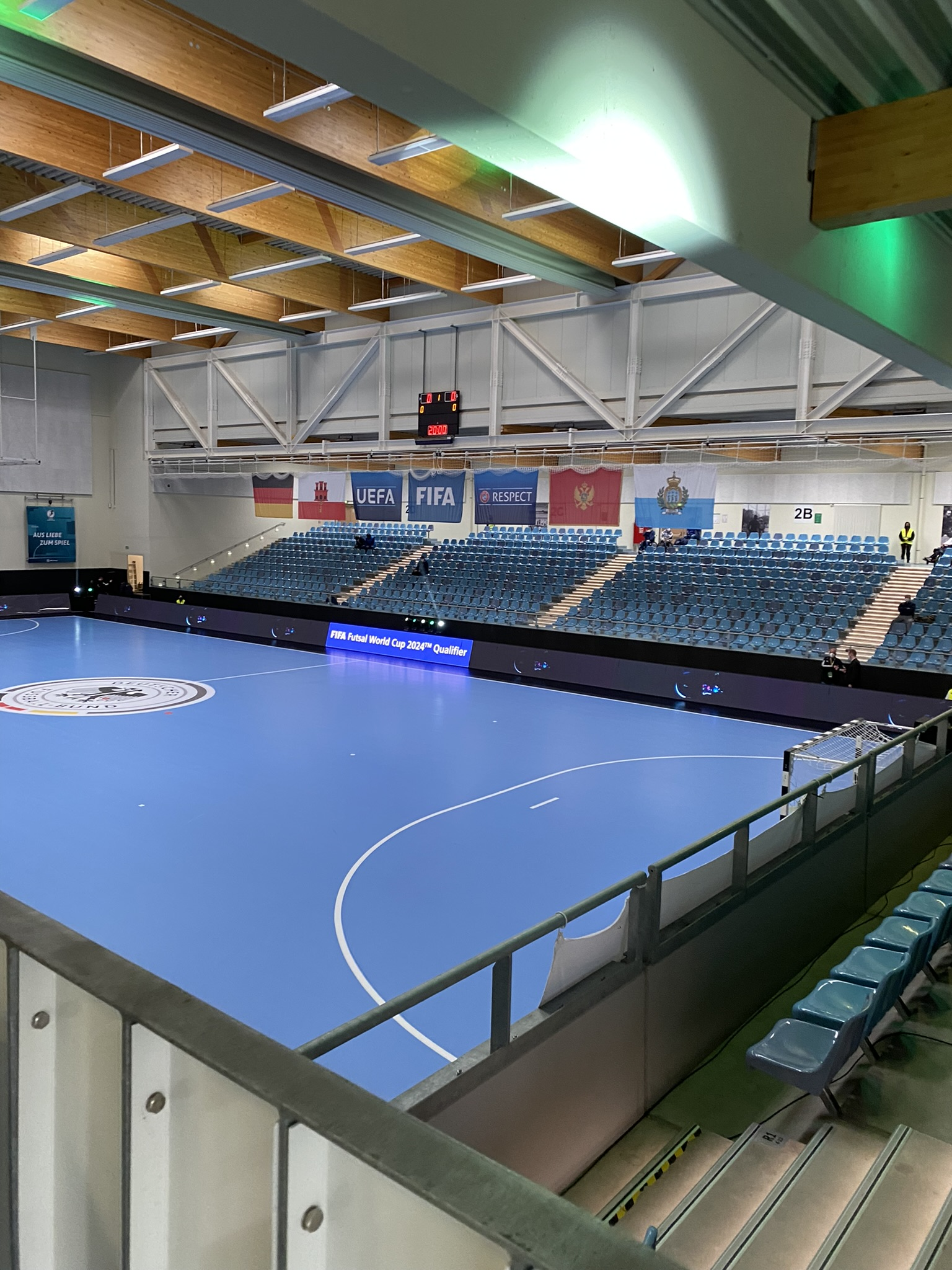
Spielfeld bei einem Spiel der Futsalnationalmannschaft in Hamburg

### Die FIFA-Futsal-Spielregeln

#### Rahmenbedingungen
- Das Spielfeld misst bei internationalen Wettkämpfen 38–42 m × 20–25 m und ist durch zwei Seiten- und zwei Grundlinien begrenzt.
- Die Tore haben die Größe 3 × 2 m.
- Gespielt wird mit dem sprungreduzierten Futsalball der Größe 4 mit einem Gewicht von 410–440 g.
- Das Spiel wird im 5 gegen 5 ausgetragen (4 Feldspieler und 1 Torspieler pro Team).
- Bei internationalen Wettkämpfen können bis zu 9 Auswechselspieler gemeldet werden.
- Internationale Wettkämpfe werden von 3 Schiedsrichtern und 1 Zeitnehmer geleitet.
- Die Nettospielzeit beträgt 2 × 20 Minuten. Befindet sich der Ball im Aus oder ist das Spiel unterbrochen, wird die Spielzeit bis zur Wiederaufnahme des Spiels angehalten.

#### Die wichtigsten Spielregeln
- Time-out: Pro Halbzeit kann jedes Teams ein Time-out nehmen. Das Time-out dauert 60 Sekunden.
- Auswechslung: Die Spieler dürfen fliegend ein- und ausgewechselt werden.
- Foulspiel: Die erfolgten Fouls eines Teams werden pro Halbzeit zusammengezählt (kumulierte Teamfouls).
- 10-Meter-Freistoß: Nach dem fünften kumulierten Teamfoul erhält die gegnerische Mannschaft nach jedem weiteren Foul einen 10-Meter-Freistoß ohne Mauer vom 10-Meter-Punkt (oder wahlweise dem Ort des Vergehens, wenn dieser näher am Tor liegt).
- 6-Meter-Strafstoß: Nach einem Foul im 6-Meter-Raum gibt es einen Strafstoß vom 6-Meter-Punkt.
- Platzverweis: Erhält ein Spieler eines Teams einen Platzverweis, spielt sein Team für 2 Minuten solange in Unterzahl, bis ein Gegentor fällt.
- Spieleröffnung bei Seitenaus und Ecken: Der Ball wird nach dem Seitenaus und bei Ecken mit einem Einkick ins Spiel gebracht. Die Verteidiger halten dabei einen Abstand von 5 Meter zum Ball.
- Spieleröffnung für Torspieler: Der Ball muss mit der Hand im 6-Meter-Raum innerhalb von 4 Sekunden ins Spiel gebracht werden (Abwurf statt Abstoß).
- Regel für Torspieler in der eigenen Hälfte: Der Torspieler darf in der eigenen Hälfte nur einmal für 4 Sekunden in Ballbesitz sein, bis ein Gegner den Ball berührt oder das Spiel unterbrochen wird (z. B. Freistoß oder Aus).
- Regel für Torspieler in der gegnerischen Hälfte: Der Torspieler darf in der gegnerischen Hälfte unbegrenzt und ohne Zeitbegrenzung in Ballbesitz sein (Flying Goalkeeper).
- Standardsituationen: Abwürfe, Freistöße, Ecken und Einkicks müssen nach Freigabe des Balles innerhalb von 4 Sekunden ins Spiel gebracht werden.

### Die Spielregeln des traditionellen Hallenfußballs
Beim traditionellen Hallenfußball kommen oft folgende Regeln zum Einsatz:
- Je nach Altersklasse, Wettbewerb und Größe des Spielfelds spielen bis zu sechs Spieler (ein Torwart und fünf Feldspieler) je Mannschaft. Eine Mannschaft besteht normalerweise aus ebenso vielen Auswechsel- wie auf dem Feld befindlichen, also bis zu zwölf Spielern. Es darf fliegend gewechselt werden, für einen Wechsel zwischen Torwart und Feldspieler ist jedoch wie draußen auf dem Feld eine Spielruhe sowie die Information an den Schiedsrichter zwingend vorgeschrieben.
- Gespielt wird je nach Wettbewerb oder Halle auf 5 × 2 m große Tore beziehungsweise Handballtore (3 × 2 m).
- In den Richtlinien sind nur maximale Spielzeiten pro Spiel und Spieltag verbindlich vorgeschrieben. Bei privaten Turnieren wird die Spielzeit oft individuell festgelegt. Die Spieldauer ist auf jeden Fall durch den Turnierveranstalter vorab in der Turnierausschreibung bekanntzugeben.
- Der Strafstoßpunkt befindet sich 9 m vor dem Tor oder 7 m bei Handballtoren.
- Der Strafraum wird üblicherweise durch die in der Halle vorhandene Markierung bestimmt, zum Beispiel ein Handball-Halbkreis ohne Torraum.
- Die Abseitsregel ist wie beim Futsal aufgehoben.
- Beim Anstoß und bei anderen Spielfortsetzungen wie Freistoß, Abstoß oder Strafstoß müssen alle gegnerischen Spieler mindestens 3 m vom Ball entfernt sein.
- Zusätzlich zu den im Freien zur Verfügung stehenden persönlichen Strafen wie Gelben und Roten Karten können bei schwereren Fouls Zeitstrafen (z. B. für 2 Minuten) ausgesprochen werden.
- Anders als beim Futsal muss der Spielball in Maß und Gewicht der im Herren-Profisport verwendeten Größe 5 entsprechen.[12] Er hat einen Umfang von 68 bis 70 cm, ist zwischen 410 und 450 g schwer und weist einen Überdruck von 0,6 bis 1,1 bar auf.
- Anstelle des Einwurfs wird in der Halle der Ball eingerollt oder eingekickt.
- Beim Abstoß darf der Ball im Gegensatz zum Futsal und dem Feldfußball nicht die Mittellinie überqueren.